# Ordre de la Concorde

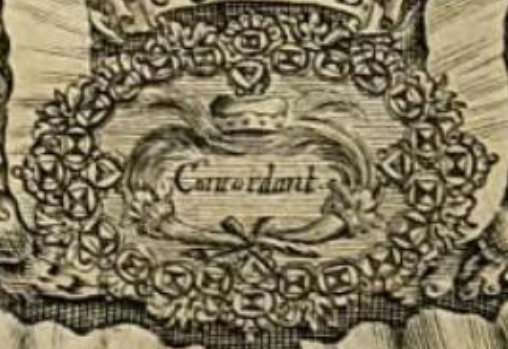
Erstes Ordenszeichen auf einem zeitgenössischen Kupferstich von 1668

Der Ordre de la Concorde, deutsch Orden der Eintracht, wurde im Jahre 1660 durch Christian Ernst, Markgraf von Bayreuth, während seiner Kavalierstour in Bourdeaux gestiftet. Stiftungsanlass war der Pyrenäenfriede, bei dessen Abschluss Christian Ernst zugegen war. Stiftungszweck war die Aufmunterung zur Eintracht und Hofehre.

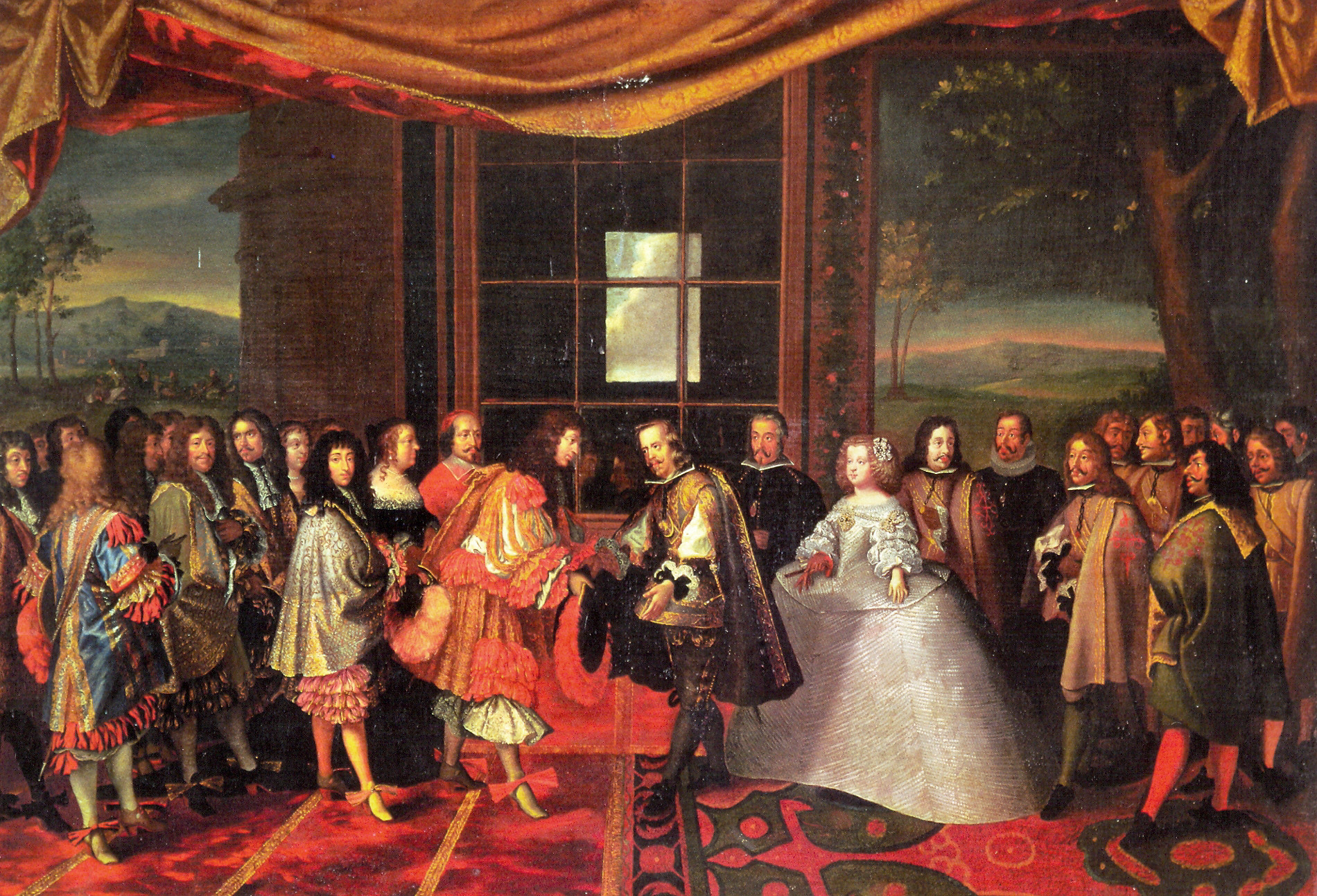
Treffen von Ludwig XIV. und Philipp IV. auf der Fasaneninsel. Philipp IV. trägt das Goldene Vlies, seine Gefolgschaft die Insignien des Calantrava- und des Santiagoordens. Dies soll Christian Ernst zur Stiftung eines eigenen Ritterordens inspiriert haben.

Das Ordenszeichen war ein in Gold gefasster Kranz aus Diamanten um eine goldene Medaille mit der Ordensdevise CONCORDANT (Einträchtig). Die Devise war von zwei grün emaillierten Ölzweigen umgeben, die je durch eine goldene Krone führten und sich unter einem Fürstenhut berührten. Das Revers zeigte die von einem Kurfürstenhut überragten Lettern C E M Z B (Christian Ernst Markgraf zu Bayreuth). Das Ordenszeichen wurde an einem blauen Band am linken Arm getragen.
Der Orden hatte zunächst wenig Bedeutung. Erst nach der Stiftung des Ordre de la Sincérité durch Erbprinz Georg Wilhelm 1705 fasste Christian Ernst den Entschluss, den Orden zu erneuern. 1708 wurde die Konkordienkirche als Ordenskirche eingeweiht und am 27. Juli 1710, dem 66. Geburtstag Christian Ernsts, der Orden erneuert. Das neue Ordenszeichen war, in Anlehnung an die Orden vom Schwarzen Adler und de la Générosité, ein blau emailliertes Johanniterkreuz mit zwei schwarzen und zwei roten Adlern zwischen den Kreuzarmen. In der Mitte befand sich ein Medaillon mit der Inschrift C E E S, was sowohl die Initialen Christian Ernsts und seiner Frau Elisabeth Sophie waren, als auch die neue Ordensdevise Constante et éternelle Sincérité (Beständig und ewige Aufrichtigkeit) darstellen sollte. Mit der neugewählten Ordensdevise war auch die Absicht verbunden, den Ordre de la Sincérité überflüssig und den Ordre de la Concorde zum einzigen Ritterorden der Markgrafen von Bayreuth zu machen.
Mit dem Tode des Stifters im Jahre 1712 fanden jedoch keine Verleihungen mehr statt, stattdessen wurde der Ordre de la Sincérité (seit 1734 Roter Adlerorden) höchster Ritterorden in Bayreuth.